# Sommer-Paralympics 2012/Teilnehmer (Estland)
| stlisierte Goldmedaille | stlisierte Silbermedaille | stlisierte Bronzemedaille |
| ----------------------- | ------------------------- | ------------------------- |
| —                       | —                         | —                         |

Estland entsandte zu den Paralympischen Sommerspielen 2012 in London drei Sportler – zwei Männer und eine Frau.

## Teilnehmer nach Sportart

### Leichtathletik
Frauen:
- Sirly Tiik

Männer:
- Juri Bergmann

### Schwimmen
Männer:
- Kardo Ploomipuu